# كيت كولينز
كيت كولينز (بالإنجليزية: Kate Collins)‏ هي صحفية أسترالية، ولدت في 6 أبريل 1983.